# Emilie van Saksen
Emilie van Saksen (Freiberg, 27 juli 1516 - Ansbach, 9 april 1591) was een prinses van Saksen uit de Albertijnse linie van het Huis Wettin. Door haar huwelijk met George van Brandenburg-Ansbach werd ze markgravin van Brandenburg-Ansbach. Ondanks dat Emilie de derde vrouw was van George, was zij de enige vrouw die de titel markgravin mocht dragen. 

## Leven
Emilie was de tweede dochter van hertog Hendrik van Saksen (1473-1541) en Catharina van Mecklenburg (1487-1561). Ze was een lid van het Huis Wettin. Op 25 augustus 1533 trouwde ze de veel oudere markgraaf George van Brandenburg-Ansbach. George was bij zijn huwelijk zowel troonopvolger van zijn vader als hertog van Silesië. Hij bestuurde ook het departement Brandenburg-Kulmbach namens de zoon van zijn overleden broer Casimir. Het huwelijk produceerde de troonopvolger waar George zo lang op gehoopt had. In 1539 werd zoon George Frederik geboren. Na de dood van haar echtgenoot werd Emilie de legale voogd van haar zoon George. Emilie hield de voogdij tot en met 1566.
Door de minderjarigheid van George Frederik werd het markgraafschap Brandenburg-Ansbach geregeerd door de regenten van het Keurvorstendom Saksen, Landgraafschap Hessen en het Markgraafschap Brandenburg. Emilie stond bekend als wijs en vroom. Ze was een strenggelovige Lutheraan en streed openlijk tegen het katholicisme in de gebieden van haar echtgenoot en zoon. In haar laatste levensjaren verscheen Emilie nog nauwelijks in de openbaarheid.